# Stenele calida
Stenele calida là một loài bướm đêm trong họ Geometridae.